# Bernard Higl
Bernard Higl (ur. 27 marca 1908 w Srpskim Mileticiu, zm. 2 kwietnia 1982 w Heilbronnie) – jugosłowiański i chorwacki trener piłkarski, także piłkarz, występujący na pozycji prawego obrońcy. Jego ojciec pochodził z Chorwacji, a matka z Serbii, z miejscowości Srpski Miletić, w której się osiedlili.

## Życiorys
Jeden z najlepszych obrońców w historii jugosłowiańskiej piłki. Zaczynał w klubie z rodzinnego miasta – NK Srpski Miletić, a dostawszy się na studia w Zagrzebiu, zaczął występy w Gradjanskim Zagrzeb, gdzie grał w latach 1931–1940. Początkowo grał na środkowej obronie, jednak z czasem został przez trenera przesunięty na prawą stronę formacji defensywnej. W barwach Gradjanskiego zdobył dwa tytuły mistrzowskie – w roku 1937 i 1940. Po wojnie został trenerem piłkarskim, trenował w latach 1950–1952 zespół Dinama Zagrzeb.
- NK Srpski Miletić, 1926–1931
- Gradjanski Zagrzeb, 1931–1940

Higl wystąpił w 15 spotkaniach reprezentacji miasta Zagrzebia (w latach 1931–1938), a w reprezentacji Jugosławii wystąpił 24 razy. W reprezentacji zadebiutował 18 marca 1934 w rozgrywanym w Sofii meczu przeciwko Bułgarii wygranym przez Jugosłowian 2:1. Ostatnim meczem w reprezentacji był mecz rozgrywany 26 lutego 1939 w Berlinie przeciwko Niemcom przegranym przez Jugosławię 2:3. Higl zdobył w tym spotkaniu bramkę samobójczą, która zadecydowała o zwycięstwie
Niemców.
Higl w roku 1943 wyemigrował do Niemiec. Był jednym z piłkarzy Gradjanskiego, którzy kolaborowali z faszystowskim reżimem Ante Pavelicia. W klasyfikacji występów w reprezentacji Jugosławii, znajduje się na wspólnej pozycji z Franjo Glaserem i Frane Matošiciem.
- 1. 18 marca 1934, Sofia, Bułgaria – Jugosławia 1:2
- 2. 1 kwietnia 1934, Belgrad, Jugosławia – Bułgaria 2:3
- 3. 17 czerwca 1935, Sofia, Jugosławia – Rumunia 2:0
- 4. 20 czerwca 1935, Sofia, Jugosławia – Grecja 6:1
- 5. 24 czerwca 1935, Sofia, Bułgaria – Jugosławia 3:3
- 6. 18 sierpnia 1935, Katowice, Polska – Jugosławia 2:3
- 7. 6 września 1935, Belgrad, Jugosławia – Czechosłowacja 0:0
- 8. 10 maja 1936, Bukareszt, Rumunia – Jugosławia 3:2
- 9. 12 lipca 1936, Stambuł, Turcja – Jugosławia 3:3
- 10. 6 września 1936, Belgrad, Jugosławia – Polska 9:3
- 11. 13 grudnia 1936, Paryż, Francja – Jugosławia 1:0
- 12. 9 maja 1937, Budapeszt, Węgry – Jugosławia 1:1
- 13. 6 czerwca 1937, Belgrad, Jugosławia – Belgia 1:1
- 14. 1 sierpnia 1937, Belgrad, Jugosławia – Turcja 3:1
- 15. 6 września 1937, Belgrad, Jugosławia – Rumunia 2:1
- 16. 3 października 1937, Praga, Czechosłowacja – Jugosławia 5:4
- 17. 10 października 1937, Warszawa, Polska – Jugosławia 4:0
- 18. 3 kwietnia 1938, Belgrad, Jugosławia – Polska 1:0
- 19. 8 maja 1938, Bukareszt, Rumunia – Jugosławia 0:1
- 20. 22 maja 1938, Genua, Włochy – Jugosławia 4:0
- 21. 25 maja 1938, Bruksela, Belgia – Jugosławia 2:2
- 22. 28 maja 1938, Zagrzeb, Jugosławia – Czechosłowacja 1:3
- 23. 25 września 1939, Warszawa, Polska – Jugosławia 4:4
- 24. 26 lutego 1939, Berlin, Niemcy – Jugosławia 3:2